# الینس‌ویل (میزوری)
الینس‌ویل، میسوری (به انگلیسی: Allenville, Missouri) یک منطقهٔ مسکونی در ایالات متحده آمریکا است که در میزوری واقع شده‌است.

## خصوصیات
الینس‌ویل ۰٫۴۱ کیلومترمربع مساحت و ۱۱۶ نفر جمعیت دارد و ۱۰۸ متر بالاتر از سطح دریا واقع شده‌است.